# Johan Georg Moltke
Johan Georg Moltke (12. februar 1703 på Schloss Strietfeld – 20. januar 1764 på Kronborg) var en dansk generalløjtnant.
Moltke var broder til Adam Gottlob Moltke og Joachim Christoph Moltke. Han blev kommandant af Kronborg og Storkorsridder af Dannebrogordenen.
Den indflydelsesrige stilling, som A.G. Moltke (d. 1792) indtog hos Frederik V, bevægede broderen Johan Georg Moltke, der var gift med Elisabeth Jeanette f. baronesse Wolzogen (24. juni 1715 – 30. januar 1788), til 1753 at forlade den hessiske og indtræde i den danske krigstjeneste, hvor han straks blev generalmajor og chef for fynske rytterregiment. Dette ombyttede han 1755 med livregimentet dragoner; 1759 blev han generalløjtnant og kommandant på Kronborg og året efter hvid ridder. Af hensyn til successionsretten til grevskabet Bregentved søgte Johan Georg Moltkes ældste, i Danmark værende søn, nemlig Adam Ludvig Moltke, født 6. december 1743 i Hessen-Kassel, om naturalisation, og ved den lejlighed blev han optaget i den danske adel. Johan Georg Moltkes yngre søn, gehejmeråd Frederik Moltke, derimod behøvede ikke at naturaliseres, da han var født i Odense, men desuagtet hører hans slægt ikke til den danske adel.
Han blev den 24. juni 1715 gift i Thüringen med Elisabeth Jeannette, Reichfreiin von Wollzogen & Neuhaus. Hun døde på Kronborg 30. januar 1788.